# Fraktion der Europäischen Volkspartei (Christdemokraten)/10. Legislaturperiode
Die folgende Liste enthält die Mitglieder der Fraktion der Europäischen Volkspartei (Christdemokraten) in der 10. Legislaturperiode. Nach der Europawahl 2024 hat die Fraktion 188 Mitglieder.
| Land         | Partei  | Partei                                                        | Partei         | Abgeordnete | Abgeordnete |
| Land         | Kürzel  | National                                                      | Europa- partei | Anzahl      | Mitglieder |
| ------------ | ------- | ------------------------------------------------------------- | -------------- | ----------- | --- |
| Belgien      | CD&V    | Christen Democratisch en Vlaams                               | EVP            | 2/22        | Wouter Beke, Liesbet Sommen |
| Belgien      | CSP     | Christlich Soziale Partei                                     | EVP B          | 1/22        | Pascal Arimont |
| Bulgarien    | GERB    | Bürger für eine europäische Entwicklung Bulgariens            | EVP            | 4/17        | Andrej Kowatschew, Eva Maydell, Andrej Nowakow, Emil Radew |
| Bulgarien    | SDS     | Sajus na Demokratitschnite Sili                               | EVP            | 1/17        | Ilija Lazarow |
| Bulgarien    | DSB     | Demokraten für ein starkes Bulgarien                          | EVP            | 1/17        | Radan Kanew |
| Dänemark     | KF      | Det Konservative Folkeparti                                   | EVP            | 1/15        | Niels Flemming Hansen |
| Dänemark     | LA      | Liberal Alliance                                              | EVP (I)        | 1/15        | Henrik Dahl |
| Deutschland  | CDU     | Christlich Demokratische Union Deutschlands                   | EVP            | 23/96       | Hildegard Bentele, Stefan Berger, Daniel Caspary, Lena Düpont, Christian Ehler, Michael Gahler, Jens Gieseke, Niclas Herbst, Peter Liese, Norbert Lins, David McAllister, Alexandra Mehnert, Verena Mertens, Dennis Radtke, Oliver Schenk, Christine Schneider, Andreas Schwab, Ralf Seekatz, Sven Simon, Sabine Verheyen, Axel Voss, Marion Walsmann, Andrea Wechsler |
| Deutschland  | CSU     | Christlich-Soziale Union in Bayern                            | EVP            | 6/96        | Christian Doleschal, Markus Ferber, Monika Hohlmeier, Stefan Köhler, Angelika Niebler, Manfred Weber |
| Deutschland  | Familie | Familien-Partei Deutschlands                                  | ECPP           | 1/96        | Niels Geuking |
| Deutschland  | ÖDP     | Ökologisch-Demokratische Partei                               | EFA (I)        | 1/96        | Manuela Ripa |
| Estland      | IRL     | Isamaa ja Res Publica Liit                                    | EVP            | 2/7         | Jüri Ratas, Riho Terras |
| Finnland     | KOK     | Kansallinen Kokoomus-Samlingspartiet                          | EVP            | 4/15        | Mika Aaltola, Aura Salla, Pekka Toveri, Henna Virkkunen (bis 30. November 2024), Sirpa Pietikäinen (seit 1. Dezember 2024) |
| Frankreich   | LR      | Les Républicains                                              | EVP            | 6/81        | François-Xavier Bellamy, Laurent Castillo, Christophe Gomart, Céline Irmart, Isabelle Le Callennec, Nadine Morano |
| Griechenland | ND      | Nea Dimokratia                                                | EVP            | 7/21        | Georgios Aftias, Fredi Beleri, Manolis Kefalogiannis, Vangelis Meimarakis, Eleonora Meleti, Dimitris Tsiodras, Eliza Vozemberg |
| Irland       | FG      | Fine Gael                                                     | EVP            | 4/14        | Nina Carberry, Regina Doherty, Seán Kelly, Maria Walsh |
| Italien      | FI      | Forza Italia                                                  | EVP            | 8/76        | Caterina Chinnici, Marco Falcone, Fulvio Martusciello, Salvatore de Meo, Letizia Moratti, Giuseppina Princi, Massimiliano Salini, Flavio Tosi |
| Italien      | SVP     | Südtiroler Volkspartei                                        | EVP            | 1/76        | Herbert Dorfmann |
| Kroatien     | HDZ     | Hrvatska demokratska zajednica                                | EVP            | 6/12        | Nikolina Brnjac, Sunčana Glavak, Karlo Ressler, Tomislav Sokol, Davor Ivo Stier, Željana Zovko |
| Lettland     | JV      | Jauna Vienotība                                               | EVP            | 2/9         | Valdis Dombrovskis, Sandra Kalniete |
| Litauen      | TS-LKD  | Tėvynės Sąjunga – Lietuvos krikščionys demokratai             | EVP            | 3/11        | Rasa Juknevičienė, Andrius Kubilius (bis 30. November 2024), Paulius Saudargas, Liudas Mažylis (seit 5. Dezember 2024) |
| Luxemburg    | CSV     | Chrëschtlech Sozial Vollekspartei                             | EVP            | 2/6         | Christophe Hansen (bis 30. November 2024), Isabel Wiseler-Lima, Martine Kemp (seit 3. Dezember 2024) |
| Malta        | PN      | Partit Nazzjonalista                                          | EVP            | 3/6         | Peter Agius, David Casa, Roberta Metsola |
| Niederlande  | CDA     | Christen-Democratisch Appèl                                   | EVP            | 3/31        | Tom Berendsen, Ingebor ter Laak, Jeroen Lenaers |
| Niederlande  | BBB     | BoerBurgerBeweging                                            | EVP (I)        | 2/31        | Jessika van Leeuwen, Sander Smit |
| Niederlande  | NSC     | Nieuw Sociaal Contract                                        | EVP (I)        | 1/31        | Dirk Gotink |
| Österreich   | ÖVP     | Österreichische Volkspartei                                   | EVP            | 5/20        | Alexander Bernhuber, Sophia Kircher, Reinhold Lopatka, Lukas Mandl, Angelika Winzig |
| Polen        | PO      | Platforma Obywatelska                                         | EVP            | 17/53       | Bartosz Arłukowicz, Krzysztof Brejza, Borys Budka, Andrzej Buła, Kamila Gasiuk-Pihowicz, Andrzej Halicki, Marcin Kierwiński (bis 25. September 2024), Ewa Kopacz, Janusz Lewandowski, Elżbieta Łukacijewska, Jagna Marczułajtis, Mirosława Nykiel, Jacek Protas, Bartłomiej Sienkiewicz, Michał Szczerba, Marta Wcisło, Bogdan Zdrojewski, Hanna Gronkiewicz-Waltz (seit 10. Oktober 2024) |
| Polen        | PSL     | Polskie Stronnictwo Ludowe                                    | EVP            | 2/53        | Krzysztof Hetman, Adam Jarubas |
| Polen        | iPL     | Inicjatywa Polska                                             | EVP (I)        | 1/53        | Dariusz Joński |
| Polen        | –       | –                                                             | EVP (I)        | 2/53        | Magdalena Adamowicz, Łukasz Kohut |
| Polen        | –       | –                                                             | –              | 1/53        | Michał Wawrykiewicz |
| Portugal     | PSD     | Partido Social Democrata                                      | EVP            | 5/21        | Paulo Cunha, Sérgio Humberto, Paulo Nascimento Cabral, Lídia Pereira, Hélder Sousa Silva |
| Portugal     | CDS-PP  | Centro Democrático e Social – Partido Popular                 | EVP            | 1/21        | Ana Miguel Pedro Soares |
| Portugal     | –       | –                                                             | EVP (I)        | 1/21        | Sebastião Bugalho |
| Rumänien     | UDMR    | Uniunea Democrată a Maghiarilor din România                   | EVP            | 2/33        | Loránt Vincze, Iuliu Winkler |
| Rumänien     | PNL     | Partidul Național Liberal                                     | EVP            | 8/33        | Rareș Bogdan, Daniel Buda, Gheorghe Falcă, Mircea Hava, Dan Motreanu, Siegfried Mureșan, Virgil-Daniel Popescu, Adina Vălean |
| Schweden     | M       | Moderata samlingspartiet                                      | EVP            | 4/21        | Arba Kokalari, Jessica Polfjärd, Tomas Tobé, Jörgen Warborn |
| Schweden     | KD      | Kristdemokraterna                                             | EVP            | 1/21        | Alice Teodorescu |
| Slowakei     | KDH     | Kresťanskodemokratické hnutie                                 | EVP            | 1/15        | Miriam Lexmann |
| Slowenien    | SDS     | Slovenska Demokratska Stranka                                 | EVP            | 4/9         | Branko Grims, Zala Tomašič, Romana Tomc, Milan Zver |
| Slowenien    | NSi     | Nova Slovenija                                                | EVP            | 1/9         | Matej Tonin |
| Spanien      | PP      | Partido Popular                                               | EVP            | 22/61       | Maravillas Abadía Jover, Pablo Arias Echeverría, Isabel Benjumea, Francisco de Borja Giménez Larraz, Pilar del Castillo Vera, Carmen Crespo, Rosa Estaràs Ferragut, Alma Ezcurra, Esteban González Pons, María Esther Herranz García, Raúl de la Hoz Quintano, Antonio López-Istúriz White, Gabriel Mato Adrover, Francisco Millán Mon, Dolors Montserrat, Fernando Navarrete, Elena Nevado del Campo, Nicolás Pascual de la Parte, Susana Solís Pérez, Adrián Vázquez Lázara, Francisco Javier Zarzalejos, Juan Ignacio Zoido |
| Tschechien   | KDU-ČSL | Křesťanská a demokratická unie – Československá strana lidová | EVP            | 1/21        | Tomáš Zdechovský |
| Tschechien   | TOP 09  | TOP 09                                                        | EVP            | 2/21        | Ondřej Kolář, Luděk Niedermayer |
| Tschechien   | STAN    | Starostové a nezávislí                                        | –              | 2/21        | Jan Farský, Danuše Nerudová |
| Ungarn       | TISZA   | Tisztelet és Szabadság Párt                                   | EVP (I)        | 7/21        | Dóra Dávid, Gabriella Gerzsenyi, Kinga Kollár, Eszter Lakos, András Kulja, Péter Magyar, Zoltán Tarr |
| Zypern       | DISY    | Dimokratikos Synagermos                                       | EVP            | 2/6         | Loucas Fourlas, Michalis Hatzipantelas |
| Summe        | Summe   | Summe                                                         | Summe          | 188/720     | |

Mitglieder der Europäischen Volkspartei (183)

Mitglieder der Europäischen Christlichen Politischen Bewegung (1)

Mitglieder der Europäischen Freien Allianz (1)

Parteiunabhängige Mitglieder (3)